# SFX (software)
SFX (acronimo di “Special Effects” oppure “Search for X”) è un sistema di linking che collega i riferimenti bibliografici contenuti in una banca dati a diversi servizi.
SFX fu sviluppato da Herbert van de Sompel, Patrick Hochstenbach e i loro colleghi della Università di Gent, in Belgio, tra il 1998 e il 2000. Acquisito da ExLibris nel febbraio del 2000 e lanciato sul mercato nel febbraio del 2001, SFX rappresenta uno dei link server più utilizzato dalle istituzioni di tutto il mondo.
SFX è definito “context specific\sensitive”, in quanto individua di volta in volta i servizi disponibili per la fonte bibliografica individuata. Il principale servizio offerto da SFX è l'accesso al testo completo nella sua versione digitale, se disponibile. Quando questa non è accessibile, si può procedere a:
- visualizzare l'abstract se disponibile;
- visualizzare gli indici dei fascicoli e degli e-book;
- cercare nei cataloghi delle biblioteche locali la versione cartacea del documento;
- ricercare nel catalogo nazionale dei periodici ACNP per la localizzazione del periodico in una biblioteca italiana;
- richiedere la risorsa tramite il servizio di Prestito Interbibliotecario (nel caso di libri) o di Document Delivery (nel caso di periodici).[1]